# Martyrs d'Alapaïevsk

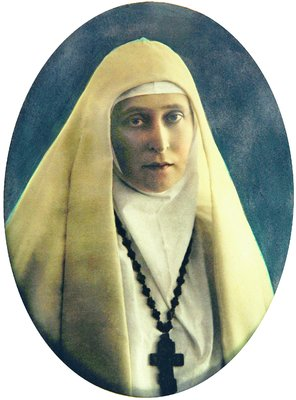
La grande-duchesse Elizaveta Fiodorovna - Sainte martyre grande-duchesse Elizaveta

Les Martyrs de la mine d'Alapaïevsk désigne des membres de la famille Romanov et des personnes apparentées à cette famille qui ont été assassinées par des représentants du pouvoir soviétique dans la nuit du 18 juillet 1918 à Alapaïevsk. Huit personnes furent jetées vivantes dans le puits de mine Selimskaïa situé à 18 kilomètres de la ville d'Alapaïevsk. Ces assassinats eurent lieu le lendemain du massacre de la famille impériale dans le sous-sol de la maison Ipatiev à Ekaterinbourg. Le 8 juin 2009, le procureur général de la cour de justice russe a réhabilité à titre posthume les victimes d'Alapaïevsk.
Le 2 novembre 1981, à l'exception de Fiodor Mikhaïlovitch Remez, l'Église orthodoxe russe de l'étranger a canonisé toutes les victimes d'Alapaïevsk. En 2000, l'Église orthodoxe russe a sanctifié uniquement la grande-duchesse Élisabeth et sœur Varvara.

## Liste des victimes d'Alapaïevsk
1. La grande-duchesse Élisabeth Fiodorovna (53 ans);
2. Le grand-duc Serge Mikhaïlovitch de Russie (48 ans);
3. Le prince impérial Ioann Constantinovitch de Russie (32 ans);
4. Le prince impérial Constantin Constantinovitch de Russie (27 ans);
5. Le prince impérial Igor Constantinovitch de Russie (24 ans);
6. Le prince Vladimir Pavlovitch Paley, fils du grand-duc Paul Alexandrovitch de Russie et de son épouse morganatique la princesse Olga Karnovitch Paley (21 ans);
7. Fiodor Semionovitch Remez, secrétaire du grand-duc Serge (40 ans);
8. Sœur Varvara Yakovleva, religieuse au monastère des Saintes-Marthe-et-Marie à Moscou (35 ans)[2].

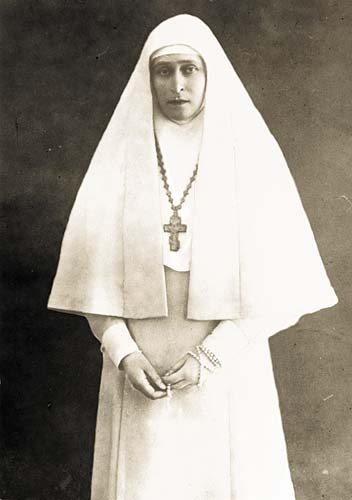
La grande-duchesse Élisabeth Fiodorovna
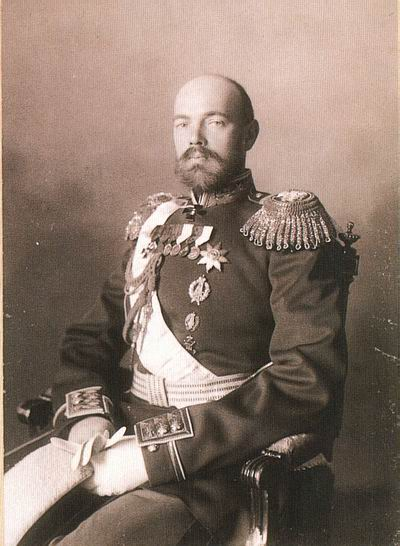
Le grand-duc Serge Mikhaïlovitch de Russie
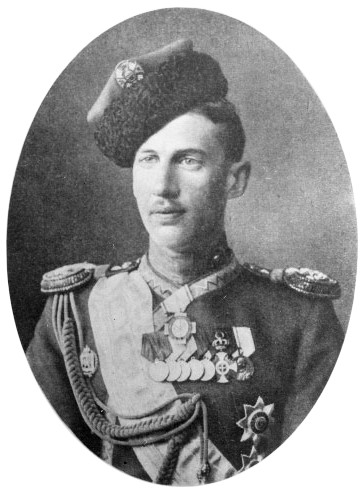
Le prince Ioann Constantinovitch de Russie
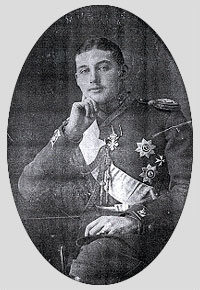
Le prince Constantin Constantinovitch de Russie
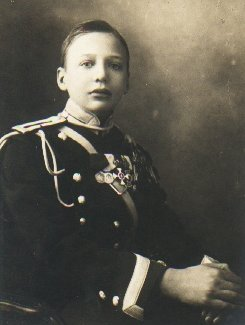
Le prince Igor Constantinovitch de Russie
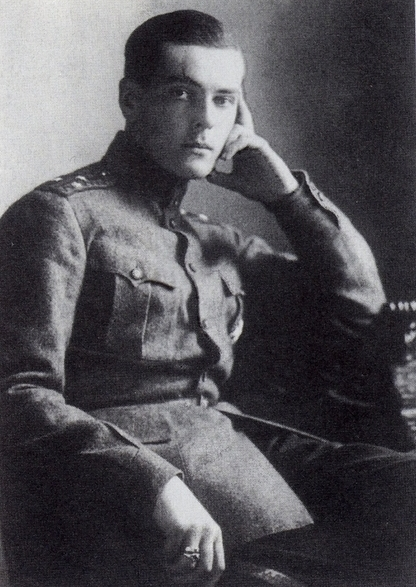
le prince Vladimir Pavlovitch Paley
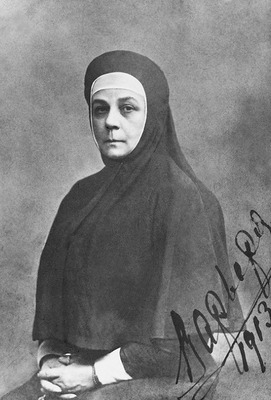
Sœur Varvara Yakovleva

## Arrestation et assassinat

### Détention
Le 4 avril 1918, Igor, Ioann et Constantin Constantinovitch, tous trois fils du grand-duc Constantin Constantinovitch de Russie, le prince Vladimir Pavlvovitch Paley, le grand-duc Serge Mikhaïlovitch de Russie et son secrétaire personnel Fiodor Semionovitch Remez sont transférés de Petrograd à Viatka, puis le 3 mai à Ekaterinbourg. Dans cette petite ville minière de l'Oural, ils sont logés à l'hôtel Atamanovka (en langue russe : Atamanovskie - Атамановские). Dans la même période, la grande-duchesse Élisabeth est arrêtée à Moscou, puis exilée à Perm en mai 1918, avant d'être transférée au monastère de Novo-Tikhvine à Ekaterinbourg, accompagnée de son amie, sœur Varvara Yakovleva et de la religieuse Ekaterina Ianysheva. Quelques jours plus tard, la grande-duchesse et les religieuses rejoignent les autres détenus à l'hôtel Atamanovka.
Après deux semaines passées à Ekaterinbourg, les détenus sont dirigés sur Alapaïevsk et logés dans l'école désaffectée Napolnaya, petite bâtisse de briques rouges construite à la périphérie de la ville. La surveillance des prisonniers est confiée au conseil des travailleurs et des délégués paysans et à la commission d'enquête spéciale d'Alapaïevsk. Au cours des premières semaines, les détenus bénéficient d'une certaine liberté. Tous les prisonniers reçoivent une carte d'identité leur permettant de circuler librement dans la ville. Lorsque l'un d'entre eux désire quitter l'école, il est tenu d'en informer la garde. Ils sont autorisés à se rendre à l'église et à entretenir une correspondance avec leurs proches. Ils peuvent se promener dans un terrain bordant l'école, cultiver un petit jardin et de temps en temps, ils prennent le thé à l'extérieur. La grande-duchesse Élisabeth occupe ses journées à la prière, la broderie et la peinture.
Le 21 juin, le régime de détention des détenus se durcit. « Il leur est confisqué tous leurs effets personnels - chaussures, lingerie, vêtements, oreillers, les objets en or et en argent, il ne leur est laissé que le strict nécessaire en vêtements et  chaussures et deux changements de sous-vêtements ». Les promenades en ville leur sont désormais interdites, les rations alimentaire diminuées, il leur est également interdit d'écrire des lettres ou de recevoir de la correspondance. Dans le même temps, les Bolcheviks renvoient la religieuse Ekaterina Ianysheva, deux valets de chambre et le docteur Helmersen.
Dans la nuit du 18 juillet, les prisonniers sont transportés vers une destination inconnue. On perd alors leur trace, mais bientôt des informations circulent sur leur mort.

### Disparition des prisonniers
Dans la nuit du 18 juillet 1918, à trois heures du matin retentirent des bruits de fusillade, d'explosions de grenades. L'alarme fut déclenchée par une escouade de l'Armée rouge qui plaça un cordon de sécurité autour de l'école, puis informa le commissaire A. Smolynykov que des éléments de l'Armée blanche avaient aidé les princes à fuir dans un avion. Le Comité exécutif d'Alapaïevsk envoya immédiatement ce télégramme à Ekaterinbourg.

« Militaire Ekaterinbourg
18 juillet 2 heures du matin, une bande d'hommes armés non identifiés ont attaqué l'école abritant le grand-duc. Au cours de la fusillade, un bandit a été tué et apparemment il y a des blessés parmi les travailleurs. Lorsque le détachement de l'Armée rouge est arrivé, les bandits ont fui vers la forêt. La recherche se poursuit. Conseil d'Alapaïevsk, Abramov, Perminov, Ostanin »

Le 18 juillet 1918 à 18 heures 30 le Président du Soviet régional de l'Oural Alexandre Georgevitch Beloborodov (1891-1938) télégraphia cette dépêche à Iakov Mikhaïlovitch Sverdlov, Moiseï Solomonovitch Ouritsky, Grigori Evseïevitch Zinoviev (1883-1936). Le 26 juillet 1918 fut publiée une communication officielle sur l'incident :

« L'enlèvement des princes
Rapport des comités exécutifs d'Alapaïevsk à Ekaterinbourg, le 18 juillet un groupe inconnu attaqua sur les lieux de détention des princes Igor Konstantinovitch, Konstantin Konstantinovitch, Ioann Konstantinovitch, Sergueï Mikhaïlovitch et Paley. Malgré la résistance des gardes, les princes ont été enlevés. Il y a des victimes des deux côtés. Les recherches sont menées. Signé : Président du soviet régional Beloborodov. »

— Délibérations du Comité exécutif de la procince de Perm des soviets ouvriers, paysans, N° 145.
Le matin du 18 juillet 1918 différentes affiches furent placardées annonçant l'enlèvement des princes par un groupe, au cours d'un échange de tirs, l'un des ravisseurs fut tué et deux gardes rouges légèrement blessés. Le sort de la grande-duchesse Elizaveta Fiodorovna et de la religieuse Varvara Yakovleva n'est pas mentionné dans cette communication officielle. Les autorités d'Alapaïevsk et d'Ekaterinbourg menèrent une enquête dont les résultats furent peu concluants.

### Mise en scène de la disparition des victimes d'Alapaïevsk
Nikolaï Alekseïevitch Sokolov (1880-1924) au terme de son enquête interpréta cet événement comme un enlèvement simulé des princes. Lors de la préparation des différents documents relatifs à la canonisation des martyrs, il fut trouvé au Centre de documentation des organisations publiques de la région de Sverdlovsk une Transcription des souvenirs du Parti militant de la région d'Alapaïevsk (1917-1918). Mais en septembre 1919 deux mois après avoir repris la ville les Bolcheviks poursuivirent pénalement à Perm les assassins supposés. Dix-huit Socialistes Révolutionnaires de gauche, supposés avoir voulu en 1918 la disparition de tous les Romanov (les diverses instances du pouvoir Bolchevik reconnaissant l'exécution la veille des enlèvements à Ekaterinbourg de l'ex-tsar Nicolas II Romanov, mais assurant du transfert de sa famille), furent condamnés à mort et exécutés. Une séance tenue le 6 janvier 1933 eut pour objectif de préserver les mémoires pour l'histoire du Parti Bolchevik de la région d'Alapaïevsk au cours de la période allant de la Révolution de février 1917 à 1921. D'après cette transcription, le président du Haut-Conseil E.L. Seriodkine et le président de la Commission extraordinaire de l'enquête N.P. Govyrine déclarèrent par écrit que les prisonniers d'Alapaïevsk avaient été tués, puis qu'on avait organisé leur enlèvement.

### Enquête sur les assassinats des prisonniers d'Alapaïevsk
Après la prise d'Alapaïevsk par les troupes de l'Armée blanche en septembre 1918, la petite bourgade de l'Oural fut placée sous le contrôle de l'amiral Aleksandr Vasilievitch Koltchak. Le chef du Mouvement blanc de la région Est de la Russie ordonna que la lumière soit faite sur le décès des détenus de l'école Napolnaya. Le 11 octobre 1918, il nomma Ivan Alexandrovitch Sergeev membre de la Cour de justice du district d'Ekaterinbourg. Le 7 février 1919, Nikolaï Alekseïevitch Sokolov, membre du tribunal du district judiciaire d'Omsk fut nommé président de la Commission d'enquête concernant les circonstances de la mort des victimes d'Alapaïevsk (il fut également chargé de superviser l'enquête concernant la disparition de la famille impériale).
Le résultat de cette enquête démontra que, dans la nuit du 18 juillet 1918, sous le prétexte de transférer les prisonniers d'Alapaïevsk vers l'usine Verkhine-Sinyatchikhinsky, un groupe de travailleurs dirigé par Piotr Startsev arriva à l'école Napolnaya.
« Nous sommes entrés dans le bâtiment de l'école, au travers d'une porte verrouillée, nous réveillâmes deux femmes et nous leur intimâmes l'ordre de s'habiller immédiatement car elles devaient être emmenées dans un endroit sécurisé, car, en ce lieu, il y avait un risque d'un raid armé. Elles obéirent sans un murmure. Nous leur avons attaché les mains derrière le dos et bandé les yeux, nous les avons escortées, nous les fîmes asseoir dans une charrette qui les attendaient devant l'école.
Puis nous sommes entrés dans la chambre des hommes. Nous leur avons dit la même chose. Le prince Ioann Konstantinovitch, le prince Paley ont obéi sans opposer de  résistance. Nous les avons emmenés dans le couloir, nous leur avons bandé les yeux, lié les mains et nous les fîmes asseoir dans une autre charrette. Le grand Sergueï Mikhaïlovitch fut le seul à résister »( Mémoires de Vasili Ryabov, l'un des coconspirateurs).
Le grand-duc Sergueï Mikhaïlovitch reçut une balle dans le bras et rejoignit les autres détenus dans la seconde charrette. Les prisonniers furent emmenés hors de la ville vers l'une des mines abandonnées et après leur avoir asséné un coup derrière la tête, ils furent jetés dans la mine,, puis il leur fut jeté des grenades, des poteaux, des rondins, certains sont restés en vie après leur chute, ils moururent des suites de leurs blessures et de faim. Ainsi la blessure du prince Ioann, tombé à proximité de la grande-duchesse Elizaveta Fiodorovna, fut pansée avec son voile de religieuse, le corps du prince Paley fut retrouvé dans une position assise. Les paysans des environs entendirent des chants religieux venant des profondeurs de la mine.
Les documents du président de la fonderie Verkhine-Sinyatchikhinsky, E.L. Seriodkine, et du président de la Commission extraordinaire d'enquête N.P.Govyrine vinrent confirmer les dires de l'amiral Aleksandr Vasilievitch Koltchak, les prisonniers furent jetés vivants dans la mine.
Dans un document, il fut également découvert que la décision d'exécuter les prisonniers d'Alapaïevsk fut prise uniquement par le Parti Bolchevik d'Alapaïevsk, sans la permission du Parti communiste de l'Union soviétique. Toutefois, le tchékiste Piotr Konstantinovitch Startsev indique que les exécutions de la plupart des prisonniers à Ekaterinbourg fut ordonnées par le membre du Présidium du Comité régional de l'Oural, Georgi Ivanovitch Safarov (Safarian) (1891-1942).
Le procureur général de Russie, lors de sa décision en 1998 de mettre fin à l'affaire criminelle portant le n° 18/123666-93 « sur l'élucidation de l'affaire de la mort des membres de la Maison impériale et celles de leurs collaborateurs pendant la période 1918-1919 » mentionne les noms des 22 personnes et de deux non identifiées ayant organisé et participé aux assassinats perpétrés à l'usine Verkhine-Sinyatchikhinsky dans la nuit du 17 juillet au 18 juillet 1918, « assassiné les membres de la famille impériale et de leur entourage ». Parmi les organisateurs, Efim Andreïevitch Soloviev (1874-?), commissaire de la justice des travailleurs et des Délégués des paysans d'Alapaïevsk, le président de la Commission extraordinaire d'enquête d'Alapaïevsk, Nikolaï Pavlovitch Goryvine, les membres de la Commission spéciale d'enquête, les membres des travailleurs et des députés paysans d'Alapaïevsk, etc., parmi les auteurs directs des assassinats, le procureur souligna les membres des travailleurs et députés paysans Grigori Pavlovitch Abramov, la Commission d'enquête extraordinaire d'Alapaïevsk, l'Armée rouge, etc.

### Personnes responsables de la surveillance des prisonniers d'Alapaïevsk

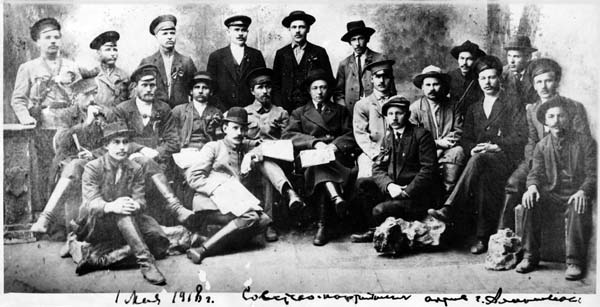
Les leaders bolcheviks d'Alapaïevsk photographiés le 1er mai 1918

- Grigory Pavlovitch Abramov - Président Sovdep[16].
- Ivan Pavlovitch Abramov - Membre du Sovdep.
- Mikhail Ivanovitch Gasnikov - Membre Sovdep.
- Mikhail Leontievitch Zayakin - Membre Sovdep.
- Dmitriy Vasilievitch Perminov - Secrétaire Sovdep.
- Nikolaï Pavlovitch Govyrin - Président de la garde.
- Piotr Konstantinovitch Startsev - un membre de la garde.
- Aleksandr Petrovitch Zyryanov - un membre de la garde.
- Mikhaïl Fiodorovitch Ostanin - un membre de la garde.
- Vassili Petrovitch Postnikov - juge.
- Ivan Fiodorovitch Kuchnikov - Le chef du détachement de l'Armée Rouge.
- Iefim Andreïevitch Soloviev - Le Commissaire de la Justice.
- Vladimir Afanassievitch Spiridonov - Commissaire Administratif.
- Sergueï Pavlovitch Alekseev- un commissaire militaire.
- Alexei Alexandrovitch Smolnikov - Travailleur bolchevik.
- Egor Ivanovitch Sychev - Travailleur bolchevik.
- Vassili Pavlovitch Govyrin - Travailleur bolchevik.
- Evgeni Ivanovitch Naumov - Travailleur bolchevik.
- Dmitry Petrovitch Smirnov - Travailleur bolchevik.
- Ivan Dmitrievitch Maslov - Travailleur bolchevik.
- Vassili Ryabov - Travailleur bolchevik.
- Michael Nasonov - Travailleur bolchevik.

Ils étaient tous russes et résidaient à Alapaïevsk ou dans la région de cette ville.
La garde fut toujours formée de six personnes: des Hongrois, des membres de l'Armée rouge, de travailleurs de la région, ceux-ci étaient nommés à ces postes par les députés du Soviet ou par la Tcheka.
La cuisinière Krivova et son assistante Pozdina-Zamiatine préparèrent les repas des  prisonniers et fut assistée par Startsev.

### Recherche et découverte des dépouilles des suppliciés

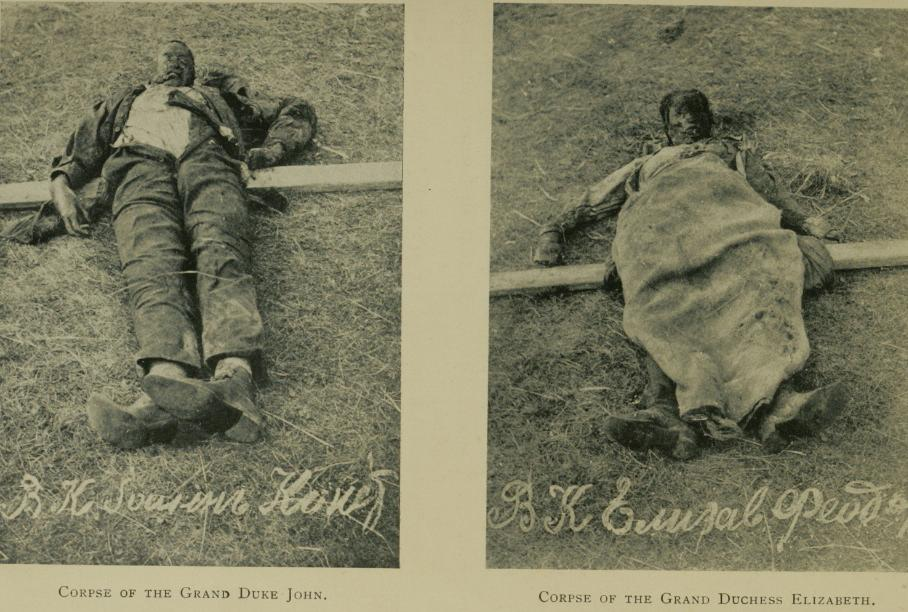
Les dépouilles du prince Ioann Constantinovitch de Russie, à gauche, et de la grande-duchesse Élisabeth Fiodorovna, à droite.

Le 28 septembre 1918, les troupes de l'Armée blanche de l'amiral Aleksandr Vasilievitch Koltchak s'emparent de la ville d'Alapaïevsk et le policier Malshikov donne l'ordre de retrouver les cadavres. À partir des témoignages recueillis, les soldats commencent à chercher autour des différents puits de mines. Des témoins racontent avoir vu « dans la nuit du 17 au 18 juillet deux charrettes tirées par des chevaux prendre la direction de l'usine de fonderie de fonte Verkhine-Sinyatchikhinsky ». Les recherches débutent donc autour des mines Siniatchikhinskoï. Le 19 octobre suivant, ils découvrent une casquette ayant appartenu à l'un des princes puis peu après ils localisent le lieu où se trouvent les corps dont la remontée dure quatre jours.
- Le 21 octobre : la dépouille de Fiodor Semionovitch Remez, secrétaire du grand-duc Sergueï Mikhaïlovitch;
- Le 22 octobre : les dépouilles de sœur Varvara et du prince Vladimir Pavlovitch Paley;
- Le 23 octobre : Les dépouilles des princes Constantin Constantinovitch et Igor Constantinovitch et du grand-duc Sergueï Mikhaïlovitch;
- Le 24 octobre : Les dépouilles de la grande-duchesse Élisabeth Fiodorovna et du prince Ioann Constantinovitch.

Les pouces, les index, les majeurs de la grande-duchesse Élisabeth, du prince Ioann Constantinovitch et de sœur Varvara sont joints pour le signe de croix selon la tradition dans la religion orthodoxe, où les trois doigts représentent les trois personnes de la Sainte Trinité. Dans la poche du manteau du prince Ioann constantinovitch on découvre une icône.
Les dépouilles remontées sont soumises à un examen médical approfondi et à une minutieuse autopsie qui démontrent que certaines des victimes d'Alapaïevsk sont décédées presque immédiatement après leur chute, d'autres ont survécu et après une lente et douloureuse agonie sont mortes des suites de leurs blessures ou de faim. En dépit du fait que les corps sont demeurés pendant plusieurs mois dans la mine, le corps de la grande-duchesse Élisabeth est retrouvé intact, le visage ayant conservé l'expression d'un sourire, le bras droit dans la position du signe de croix. En revanche, le corps du prince Ioann avait subi les effets de la décomposition. On s'aperçoit aussi que la grande-duchesse, à l'aide de son voile de religieuse, a pansé la blessure au cou du prince Ioann. Quant au prince Vladimir Pavlovitch Paley, retrouvé assis, il a certainement eu assez de force pour se retourner et attendre une mort inéluctable. Seul, le grand-duc Sergueï présente une blessure par balle à l'arrière de la nuque.

### Causes des décès des suppliciés d'Alapaïevsk
Le médecin responsable des autopsies sur les victimes d'Alapaïevsk conclut à différentes causes de décès selon les victimes :
- Fiodor Semionovitch Remez décéda d'une hémorragie de la cavité pleurale et d'une hémorragie de la dure-mère;
- Le grand-duc Sergueï Mikhaïlovitch de Russie fut blessé par une balle de revolver venue se loger sous la dure-mère, les tissus cérébraux furent détruits provoquant une mort instantanée.
- Le prince Ioann Konstantinovitch de Russie présenta des blessures aux deux cavités pleurales et à la dure-mère, ces blessures furent causées soit lors du coup donné par les Bolcheviks avant sa chute, soit par un objet (étai) heurté lors de sa chute dans le puits de mine;
- Le prince Konstantin Konstantinovitch de Russie décéda des suites d'une hémorragie des cavités pleurales et de la dure-mère, cette dernière blessure fut causée par le coup asséné par les gardes rouges, la première par un objet (étai) heurté au cours de sa chute dans le puits;
- Grande-duchesse Elizaveta Fiodorovna décéda des suites d'une hémorragie de la dure-mère due au coup asséné par les révolutionnaires avant sa précipitation dans le puits ou par la rencontre d'un objet (étai) lors de sa chute;
- Le prince Vladimir Pavlovitch Paley décéda des suites d'une hémorragie de la dure-mère, du cerveau et de la zone pleurale, ces blessures furent causées par un objet (étai) rencontré lors de la chute du prince dans les profondeurs du puits de mine;
- Le prince Igor Konstantinovitch de Russie décéda des suites d'une hémorragie située sous la dure-mère, les os de la boîte crânienne et de sa base furent en grande partie détruits, en outre une blessure de la cavité péritonéale et de la cavité pleurale provoquèrent une grave hémorragie, ces blessures sont soit dues au coup asséné par les gardes rouges ou par des objets (étais) rencontrés lors de sa chute dans le puits de mine;
- Varavara Yakovleva décéda d'une importante blessure à la dure-mère, ces blessures purent être causées par le coup de bâton asséné par les Bolcheviks ou par des objets (étais) rencontrés lors de la chute de la religieuse dans le puits de mine[19].

Les examens médicaux, les autopsies terminées, les corps des victimes furent lavés et enveloppés d'un linceul blanc, la dépouille du prince Igor Konstantinovitch de Russie comme celles qui l'accompagnèrent dans cette horrible tragédie furent déposées dans un cercueil de bois dont l'intérieur fut recouvert d'une tôle ondulée. Après l'office religieux, ils furent inhumés dans la crypte de la cathédrale de la Trinité à Alapaïevsk.

## Devenir des corps

### Le long voyage des martyrs d'Alapaïevsk

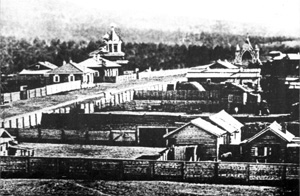
Monastère de Pokrovsky à Tchita

En juin 1919, devant l'avancée des troupes de l'Armée rouge, les soldats du Mouvement blanc craignant une profanation des dépouilles des victimes d'Alapaïevsk prirent la décision d'enlever les corps des suppliciés, l'abbé Seraphim (Kouznetzov) (1873-1959), un ecclésiastique du monastère Saint-Nicolas Belogorski à Ekaterinbourg, le général Mikhaïl Konstantinovitch Dieterikhs (1874-1937) en informèrent l'amiral Aleksandr Vasilievitch Koltchak, le chef du Mouvement blanc de l'Est de la Russie accorda sa permission. Ce 14 juillet 1919, les huit cercueils furent placés dans un wagon en partance pour Tchita. L'abbé Seraphim (Kouznetzov) et deux novices accompagnèrent les restes des suppliciés d'Alapaïevsk.
Selon les dires de l'abbé Seraphin (Kousnetzov), la princesse M.A. Poutiatine, nièce du dernier ambassadeur de la Russie impériale en Chine, il faisait très chaud et par les orifices de cinq cercueils suintaient en permanence un liquide qui se propageait dans une puanteur épouvantable. La train fit de fréquents arrêts au milieu des champs. Le liquide sortant du cercueil de la grande-duchesse était parfumé, ils recueillirent le liquide dans une bouteille.
Les cercueils arrivèrent en gare de Tchita le 30 août 1919, avec l'aide de l'ataman des Cosaques Baïkal, Grigori Semenov (1890-1946) les restes des huit victimes furent transportés dans le couvent Pokrovsky puis furent posés sur le plancher d'une cellule où fut logé l'abbé Seraphim (Kouznetzov). Le 5 mars 1920, sur ordres du général Mikhaïl Konstantinovitch Dietrikhs, les huit cercueils furent retirés du monastère et transportés en Chine. Avant la gare de Hailar, le train où avaient pris place l'abbé Seraphim et les huit cercueils fut arrêté par des troupes Bolcheviks qui venaient de s'emparer de la ville. « Ils voulaient ouvrir le cercueil de Ioann Konstantinovitch. Mais le commandant chinois envoya ses troupes qui se saisirent du train au moment même où les Rouges allaient enfoncer le premier cercueil. À partir de ce moment, j'étais sous la protection des autorités militaires chinoises et japonaises qui me traitèrent avec sympathie, ils restèrent sur place et m'accompagnèrent jusqu'à Pékin.... » Mémoires de l'abbé Seraphim (Kouznetzov)
En mars 1920, les huit cercueils arrivèrent à Harbin, ils furent accueillis par l'évêque du Kamchatka, le métropolite Nestor (Anissimov) (1885-1962), un peu plus tard arriva le secrétaire d'ambassade de Russie à Tokyo Nikolaï Aleksandrovitch Koudachev (1868-1925). Les huit cercueils furent ouverts pour l'identification des corps. Plus tard, le prince Nikolaï Aleksandrovitch Koudachev témoigna sur le mauvais état de conservation des corps à l'exception de la dépouille de la grande-duchesse Elizaveta Fiodorovna.

### Sort des dépouilles des victimes d'Alapaïevsk en Chine

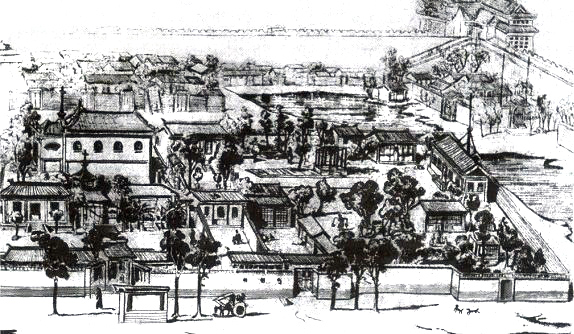
La mission orthodoxe de Pékin

Le 8 avril 1920, le train quitta Harbin et prit la direction de Moukden, le 13 avril 1920, le train transportant les huit cercueils arriva en gare de Pékin. L'archevêque Innokenti (Figourovsky), chef de la Mission orthodoxe russe de Pékin prévenu de l'arrivée des cercueils par l'archevêque d'Orenbourg Mefodi (Gerasimov) entama les discussions sur l'inhumation des suppliciés d'Alapaïevsk. Le 16 avril 1920, après un service religieux, les huit cercueils  furent transportés à la mission orthodoxe russe puis scellés, les victimes furent inhumés dans le cimetière de l'église Saint-Séraphin de Sarov à Pékin. Quelque temps plus tard, l'ataman Grigori Mikhaïlovitch Semionov fournit des fonds pour construire une crypte dans laquelle les victimes d'Alalapïevsk furent inhumées. En novembre 1920, les dépouilles de la grande-duchesse Elizaveta Fiodorovna et de Varvara Yakovleva furent transportées à l'église Sainte Marie-Madeleine à Jérusalem.
Avant de quitter le lieu, l'abbé Seraphim (Kouznetzov) remit les clefs de la crypte à Monseigneur Innocent, chef spirituel de la mission. D'après certains témoignages, la sépulture des princes fut presque oubliée :
Les cercueils des grands-ducs - de simples boîtes de fer. Le fer avait rouillé à de nombreux endroits. Les portraits sur les cercueils représentant le prince Konstantin Konstantinovitch, le grand-duc Sergueï Mikhaïlovitch et le prince Ioann Konstantinovitch étaient presque pourris. Sur tous les cercueils les simples plaques de cuivre où furent gravés les noms des morts étaient pour certains effacés, ex: Le mot Paley avait disparu.
Dans la crypte, une forte odeur de pourriture vous prenait le nez. Dans les cercueils, couvert hermétiquement, les corps se décomposaient lentement. Journal Zaria. Harbin. 1931. n°33.
En 1930, l'église Saint-Séraphin de Sarov tombait en ruine : Le plâtre s'effondrait, le toit commençait à fuir, le plancher en bois était pourri. Les cercueils des martyrs d'Alapaïevsk exigeaient un remplacement immédiat par des neufs.Une collecte d'argent fut organisée, mais les recettes furent minimes. Avec cette petite somme récoltée, seuls les cercueils furent changés puis les princes furent replacés dans la crypte de l'église Saint-Séraphin de Sarov. Selon Piotr Soudakov, présent lors du transfert des corps dans leur nouveau cercueil, les corps étaient bien préservés, car ils étaient embaumés, la personne décédée était reconnaissable. Seule, la dépouille du prince Vladimir Pakey fut inhumée dans la crypte de l'église de la mission orthodoxe. En 1938, après l'occupation de la Chine par les Japonais, Monseigneur Viktor (Sviatine) reçut la permission des autorités  de Pékin de transférer les cercueils des martyrs d'Alapaïevsk dans la crypte de l'église des Saints Martyrs située sur le territoire de la Mission ecclésiastique russe. En 1947, devant la menace de l'arrivée au pouvoir du régime communiste, avec la permission de l'archevêque Viktor, de l'archimandrite Gavriil et de l'hiéromoine Nikolaï, sous le prétexte de réparer l'église, ce dernier enterra les restes des martyrs d'Alapaïevsk dans une fosse commune creusée dans la partie ouest de l'église de Saint-Séraphin de Sarov. Plus tard, le moine Nikolaï écrivit : « La tombe (fosse) était recouverte de dalles de pierre - 4 pieds de long, 3/4 archines de largeur et 3 centimètres d'épaisseur environ. Les plaques étaient recouvertes de sable et de ciment, aucun signe extérieur d'une tombe dans l'église. » En 1955, l'église de Saint-Séraphin de Sarov fut placée sous la juridiction de l'Église orthodoxe russe, mais, en 1955, après la cession des terres de la mission spirituelle russe à l'ambassade soviétique, elle fut fermée. Par ordre de Pavel Fiodorovitch Youdine (1899-1968), ambassadeur d'URSS en République populaire de Chine, l'église fut démolie. À sa place fut construite une aire de jeux avec en son centre un grand lac.

### Recherches des dépouilles des victimes d'Alapaïevsk
Entre le 22 février et le 25 février 2005, l'ambassade de Russie à Pékin a entrepris de retrouver l'emplacement de l'église des Saints Martyrs  Ils ont trouvé un possible emplacement d'une crypte souterraine et le témoignage des travailleurs qui participèrent à la démolition de l'église en 1957. Ils déclarèrent ne pas avoir touché les restes des martyrs d'Alapaïevsk et les avoir recouverts de terre. Aujourd'hui, outre, la grande-duchesse Elizaveta Fiodorovna et la religieuse Varvara Yakovleva inhumées à Jérusalem, les six autres suppliciés d'Alapaïevsk sont à ce jour introuvables. Néanmoins, selon le contenu d'une lettre de l'évêque Vasili à sa Sainteté le patriarche Alexis II, lors de la fermeture des églises sur le territoire de Pékin toutes les reliques furent transférées à l'église Saint-Séraphin de Sarov.

### Transfert des dépouilles de la grande-duchesse Elizaveta Fiodorovna et de sœur Varvara Yakovleva

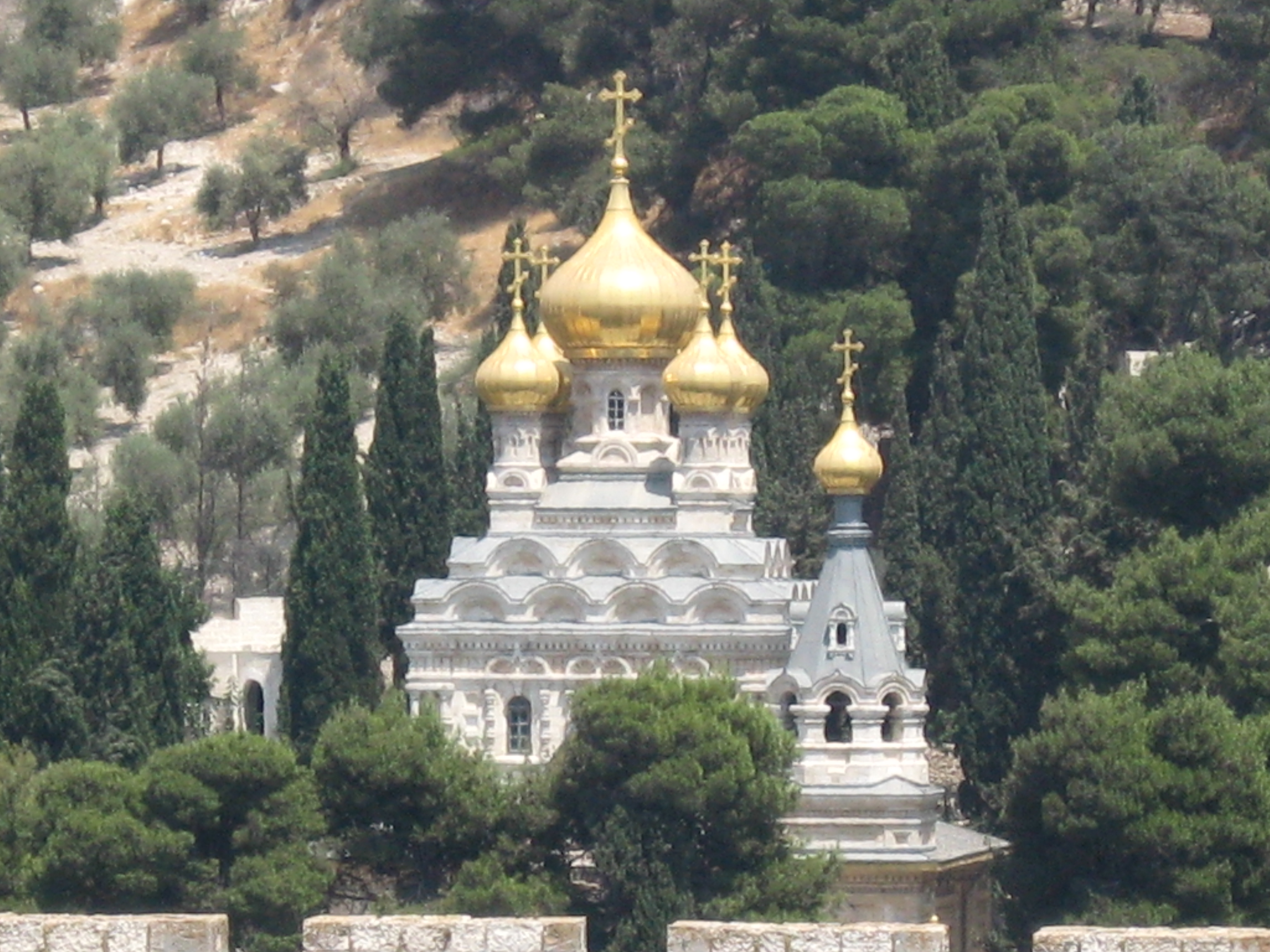
L'église Sainte Marie-Madeleine à Jérusalem

Un mystérieux message de Pékin parvint à Londres ; cette missive était destinée à Victoria de Hesse-Darmstadt, la sœur aînée de la grande-duchesse Elizaveta Fiodorovna. Ce message indiquait que plusieurs cercueils se trouvaient en Chine à la frontière russe. Vers 1920, les soldats de l'armée blanche avaient traversé toute la Sibérie avec les cercueils de la grande duchesse Élisabeth et du grand duc Vladimir Pavlovitch et ceux d'autres membres de la famille impériale. Victoria de Milford-Haven, après un long voyage identifia le corps de sa sœur et celui du prince Vladimir Pavlovitch Paley.
En novembre 1920, respectant le vœu de sa sœur, Victoria de Battenberg marquise Milford-Haven fit transporter les cercueils de la grande-duchesse Elizaveta Fiodorovna et de son amie, la religieuse Varvara Yakovleva à Tianjin. Dans le  port de Shangaï, les deux cercueils furent placés sur un navire et, par mer, empruntant le canal de Suez ils furent acheminés jusqu'à Port-Saïd puis Jérusalem, au cours de ce voyage, l'abbé Seraphin (Kouznetzov) accompagna les dépouilles des deux suppliciées d'Alapaïevsk. Le 28 janvier 1921, à Port-Saïd, les dépouilles de la grande-duchesse Elizaveta Fiodorovna et de son amie furent accueillies par  la princesse Victoria de Battenberg, son époux, le prince Louis Alexandre de Battenberg et sa fille, la princesse Louise Mountbatten. A Jérusalem, les dépouilles furent accueillies solennellement par les clergés orthodoxes russe et grec, par des représentants musulmans et une grande assemblée d'émigrés russes
Les corps des martyres d'Alapaïevsk furent transportées à Gethsémani. Après deux jours de prières funèbres, le 30 janvier 1921, les cercueils de la grande-duchesse Elizaveta Fiodorovna et de son amie, sœur Varvara Yakovleva furent placés dans une crypte de l'église. Un doigt de son époux, le grand-duc Sergueï Aleksandrovitch de Russie et une mèche de cheveux du tsarévitch martyr Alexeï Nikolaïevitch de Russie furent déposés dans le cercueil de la grande-duchesse Elizaveta Fiodorovna.

## Canonisation et réhabilitation des martyrs d'Alapaïevsk

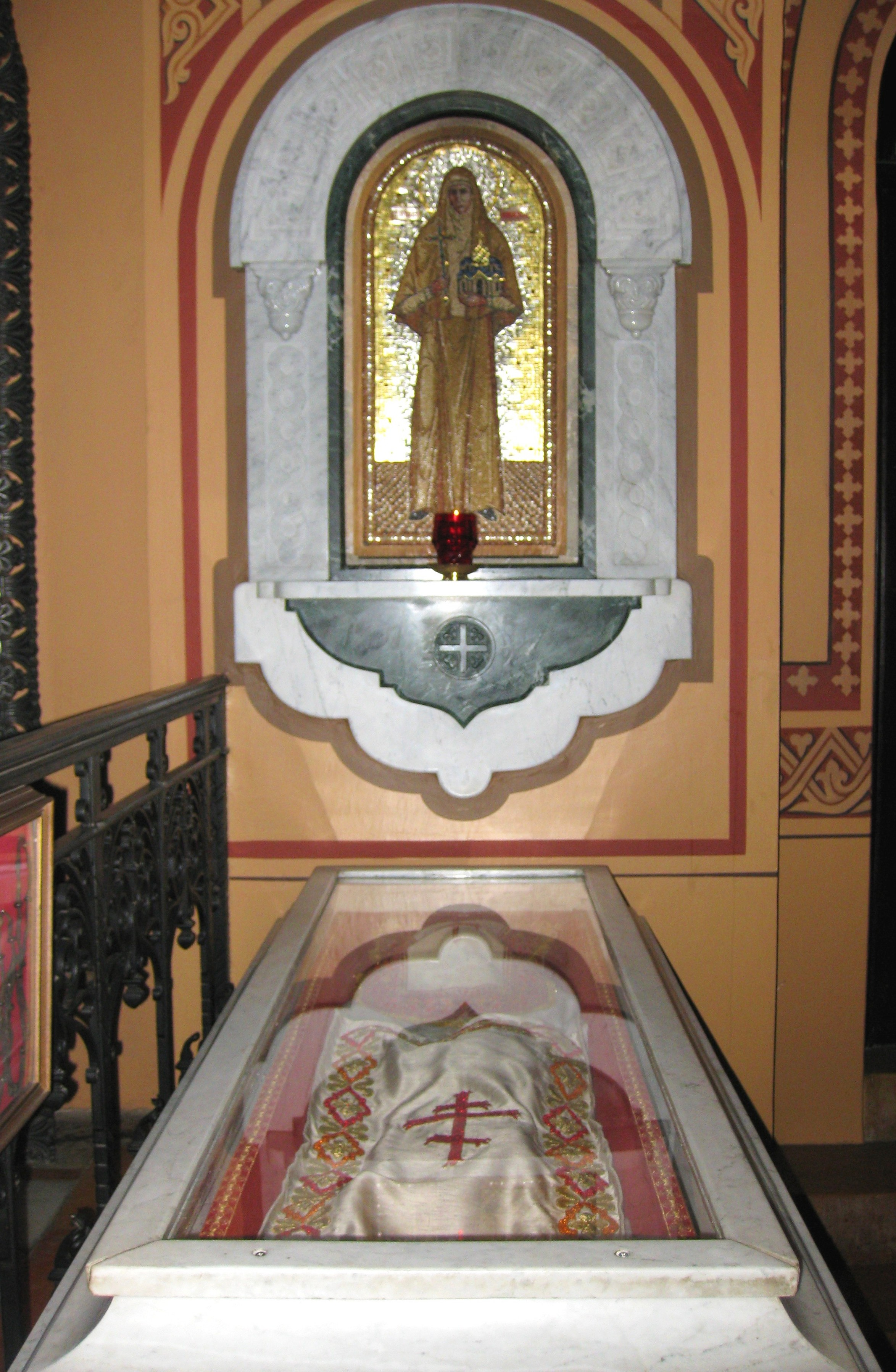
Le reliquaire contenant les saintes reliques de la grande-duchesse Elizavera Fiodorovna en l'église Sainte-Marie-Madeleine à Jérusalem

Le 1er novembre 1981, les martyrs d'Alapaïevsk (à l'exception de Fiodor Semionovitch Remez) furent canonisés par l'Église orthodoxe russe de l'étranger. La grande-duchesse Elizaveta Fiodorovna et la religieuse Varvara Yakovleva furent glorifiées par le Conseil des évêques de l'Église orthodoxe russe comme martyres.
« La grande-duchesse Elizaveta Fiodorovna, fondatrice du monastère des Saintes-Marthe-et-Marie à Moscou, a consacré sa pieuse vie chrétienne à la charité, à l'aide aux pauvres et aux malades. Avec la nonne Varvara Yakovleva, elle mourut en martyre le jour de Saint Serge Radonège 5 juillet (vieux style) 1918. » L'acte de canonisaion de la grande-duchesse Elizaveta Fiodorovna et de la religieuse Varvara Yakovleva.
Le 8 juin 2009, le procureur général de Russie réhabilita les martyrs d'Alapaïevsk à titre posthume. « Toutes ces personnes ont été victimes de la répression sous la forme d'arrestation, de déportation et furent soumis à une surveillance des organes du KGB sans raisons », - a dit le représentant de la Justice de la fédération de Russie